# De legende (Kruseman)
De legende is een schilderij van de Nederlandse kunstschilder Cornelis Kruseman, geschilderd in 1827, olieverf op doek, 116,4 x 103,2 centimeter groot. Afgebeeld is een Italiaans volkstafereel in de stijl van de romantiek. Het doek is thans te zien in de Eerste Schilderijenzaal van Teylers Museum te Haarlem.

## Context
Kruseman vertrok in 1820 op 23-jarige leeftijd op eigen kosten via Zwitserland naar Italië. In 1825 keerde hij via Parijs terug naar Den Haag. In Italië was hij niet alleen onder de indruk geraakt van het werk van Rafaël, maar vooral ook van het gewone Italiaanse volk. Hij schreef hierover: "Onder de geringste volksklasse heeft men de ruimste verscheidenheid aan modellen: gloeiende kleur, schone vorm en levendige uitdrukking, bij schilderachtige, losse klederdrachten; mannen met krachtvolle koppen en baarden, of lange grijze haren; vrouwen met grote zwarte ogen en de regelmatigste gelaatstrekken. Nimmer zag ik schoner vrouwen dan hier".
De legende werd geschilderd kort na zijn terugkeer uit Italië, op basis van daar gemaakte schetsen. Het werk werd in tentoongesteld tijdens de Tentoonstelling van Levende Meesters in 1827 en nog in hetzelfde jaar voor 1400 gulden van de kunstenaar zelf aangekocht door Teylers Museum. Door de kritiek werd het werk wisselend ontvangen. Het Dagblad van 's-Gravenhage prees het werk om de "Grote verdienste in compositie en uitvoering <...> en het schone koloriet". Een andere criticus noemde het werk "idealistisch en fabrieksgewijs behandeld".

## Thema
Kruseman beeldt in De legende een oude vrouw af die in de buitenlucht een verhaal aan het vertellen is aan een aantal jonge mensen, die zich om haar heen heeft geschaard. Het verhaal dat ze voorleest is, volgens de linkerpagina van het boek op haar schoot, "Vita da Santa Catarina", oftewel: het leven van de heilige Catharina van Alexandrië. Catharina was een uitzonderlijk mooie jonge vrouw uit een roemrijk patriciërsgeslacht. Godsvruchtig als ze was had ze Jezus Christus haar maagdelijkheid beloofd. Toen keizer Maxentius verliefd op haar werd wees ze hem af. Maxentius probeerde haar met alle middelen van haar belofte af te brengen. Toen dat niet lukte besloot hij in zijn boosheid haar te laten vastbinden op een rad met spijkers, maar nog voor ze erop bevestigd kon worden werd het rad door de bliksem in stukken geslagen. Het rad, symbool van Catharina, is te zien op de hoek van de rechterbladzijde.
De weergave van het thema geeft volop ruimte tot interpretatie. Kruseman plaatst het thema van de standvastige Catharina tegenover het lichtzinnig flirtende jonge paartje rechts, dat met argusogen door de jager links wordt bezien en de boodschap wellicht niet goed laat doordringen. De spintol van het meisje kan daarbij een seksuele symboliek worden toegedicht. Denkbaar is ook dat de jagerfiguur jaloers is en - zo schreef het Dagblad van 's-Gravenhage in een contemporaine recensie - "naar Italiaanse manier zijne wraak wil doen gevoelen, zodra de gelegenheid zich aanbiedt". De aandachtig luisterende jonge moeder op de voorgrond met haar twee kinderen, sterk belicht, onderstrepen dat het leven van Catharina ten voorbeeld moet strekken.

## Uitwerking
Het formaat van het doek, de levensgrote figuren en de ingetogen sfeer, wijzen erop dat de schilder het tafereel wilde weergeven met de waardigheid van een allegorisch historiestuk. Toch zal de verbeelding van een mogelijke moralistische- of religieuze boodschap voor Kruseman zeker secundair zijn geweest. Zijn primaire intentie was onmiskenbaar om het mediterrane temperament en levensgevoel weer te geven, en daarmee het typisch romantische gevoel van verlangen naar het onbekende, de betovering van het verre, als een vorm van escapisme. Kruseman werkt zijn voorstelling uit in een strak gestileerde, glad uitgewerkte en geïdealiseerde stijl, die daar uitstekend bij past, met een sterk coloriet, dat sterk aan Rafael doet denken. In de eerste helft van de negentiende eeuw paste dat nog prima smaak van het toenmalige publiek, maar vervolgens raakte het werk van Kruseman in het vergeethoekje en belandde zijn werk vaak in depot. Pas aan het einde van de twintigste eeuw was er sprake van een hernieuwde kunsthistorische belangstelling, mede door de inzet van de Cornelis Kruseman Stichting, die tot doel heeft de belangstelling voor zijn werken te bevorderen.